# Théorème de Belyi
En mathématiques, le théorème de Belyi sur les courbes algébriques affirme que toute courbe algébrique lisse C, définie par des coefficients en nombres algébriques, est un revêtement ramifié de la sphère de Riemann, ramifié en trois points seulement.
C'est un résultat de G. V. Belyi (en) de 1979. À l'époque, il fut considéré comme surprenant, et il incita Alexandre Grothendieck à développer sa théorie des dessins d'enfants, décrivant les courbes algébriques non singulières sur les nombres algébriques par le biais de données combinatoires.
Il s'ensuit que la surface de Riemann en question peut être prise comme le quotient {\displaystyle \Gamma \backslash {\overline {\mathcal {H}}}} (où {\displaystyle {\mathcal {H}}} est le demi-plan supérieur et Γ est un sous-groupe d'indice fini dans le groupe modulaire) compactifié.

## Fonction de Belyi
Une fonction de Belyi est une application holomorphe d'une surface de Riemann compacte S vers la droite projective complexe ℙ¹(ℂ) ramifiée seulement sur trois points. Après une transformation de Möbius, ils peuvent être pris comme {0, 1, ∞}.
Les fonctions de Belyi et les dessins d'enfants – mais pas le théorème de Belyi – datent au moins du travail de Felix Klein ; il les utilisa dans son article (Klein 1879) pour étudier un revêtement à 11 feuillets de la droite projective complexe avec groupe de monodromie PSL(2,11).
Le théorème de Belyi est un théorème d'existence pour les fonctions de Belyi, et a par la suite été utilisé dans le problème de Galois inverse (en).
Une application importante du théorème de Belyi est une description du groupe de Galois absolu de ℚ. On a un morphisme de groupes injectif :
{\displaystyle {\text{Gal}}({\overline {\mathbb {Q} }}/\mathbb {Q} )\hookrightarrow {\text{Out}}(\pi _{1}(\mathbb {P} _{\mathbb {C} }^{1}-{0,1,\infty }))}